# 7542

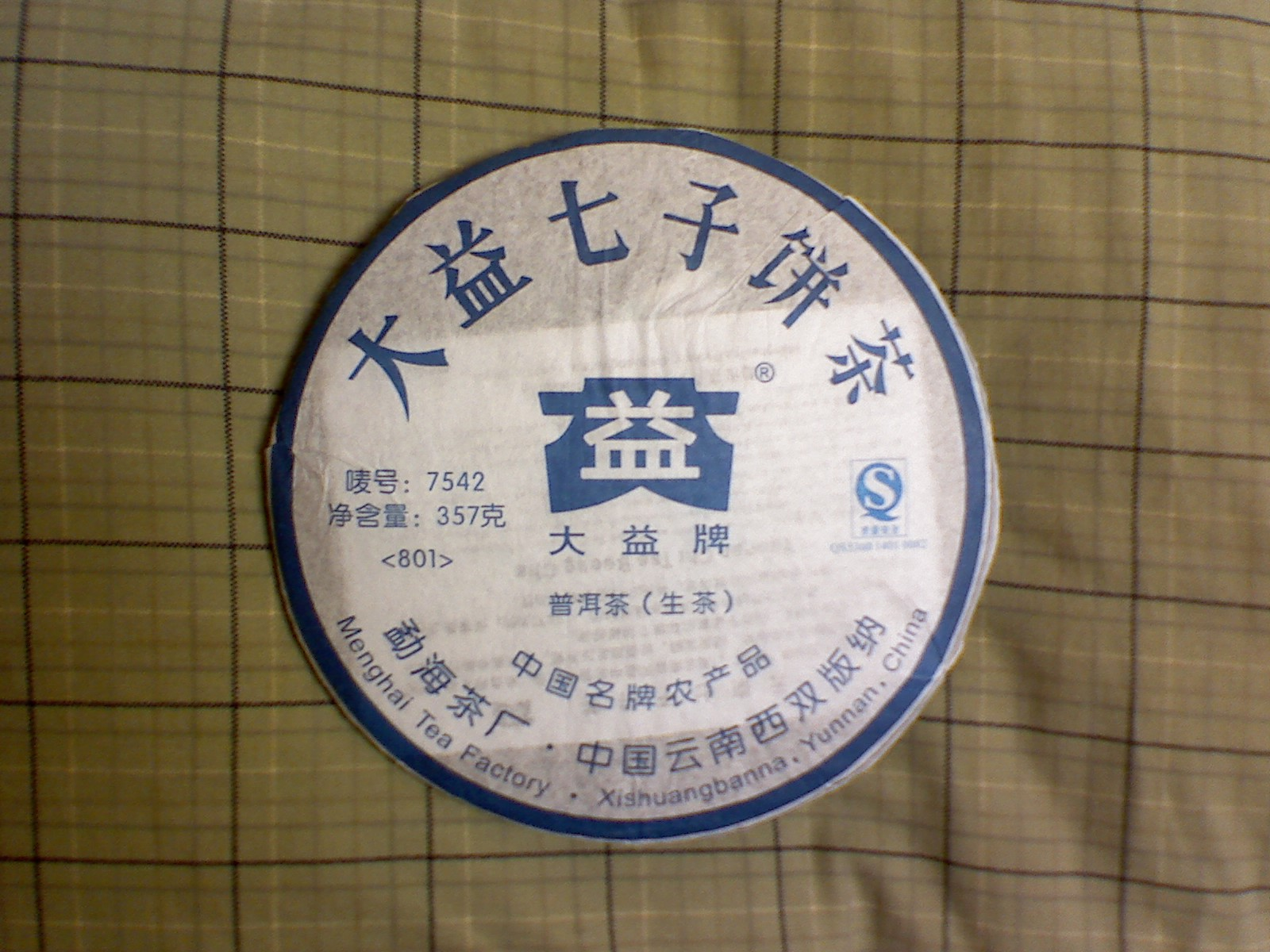
2008年勐海茶厂出品的批号为801的7542

7542，又称大益7542，是勐海茶厂出品的唛号为7542的大益七子饼茶。7542也被茶饮界视为品鉴普洱生茶的标准产品。

## 沿革
7542是勐海茶厂出产量最大的青饼。1989年，勐海茶厂正式注册“大益牌”专利商标，在1990年代筹建“勐海茶业有限责任公司”，开始进行改制，当时以晒青毛茶压制的茶品唛号为7542、渥堆发酵茶为7572。由于其品质与产量连续数十年保持较高水平，7542也成为每年普洱茶市场价格与品质的风向标。

## 品种

### 88青饼
其中有一批进入香港未入仓的7542七子饼被称为“88青饼”，是指1988年至1991年出品的7542七子饼，当初在香港以零售方式买卖，之后在香港一度被热炒。2014年9月17日，在北京匡时的一桶（七片）1980-88青饼最终以18.4万元RMB成交。

### 红/紫大易7542
其中7542之前的包装为红色的大益牌云南七子饼茶（中国云南西双版纳勐海茶厂出品），即红大易7542。1996年之后，改紫色包装的云南七子饼茶（中国云南西双版纳勐海茶业有限责任公司），即紫大易7542七子饼。
其中紫大益7542为勐海茶厂在2004年改制为民营企业前，出品的最后一批紫大益，以勐海大叶茶为原料，采用勐海传统制茶工艺，其金毫细茶撒面、青壮茶箐为里茶。色泽褐红，口感滋味醇滑、细腻顺滑。

### 橙印7542
此外，还有一类比较特殊的橙印7542，生产年代为1996、1997年，由南天公司订制，在香港举行销售，其仍沿用八中茶标签，其中“中”字为橙色。